# Perdo le parole (singolo)
Perdo le parole è un singolo del  cantante italiano Riki, pubblicato il 5 maggio 2017.

## Tracce
1. Perdo le parole – 3:10

## Classifiche
| Classifica (2017) | Posizione massima |
| ----------------- | ----------------- |
| Italia            | 11                |